# دينيسي سميث
دينيسي سميث (بالإنجليزية: Dean Smith)‏ (و. 1932 – م) هو عداء سريع، وممثل، من الولايات المتحدة الأمريكية، ولد في بريكنريدج، تكساس، شارك في الألعاب الأولمبية الصيفية 1952.

## التعليم
تعلم في جامعة تكساس، أوستن.

## وصلات خارجية
- دينيسي سميث على موقع الاتحاد الدولي لألعاب القوى (الإنجليزية)
- دينيسي سميث على موقع اللجنة الأولمبية الدولية (الإنجليزية)
- دينيسي سميث على موقع أوليمبيديا (الإنجليزية)
- دينيسي سميث على موقع IMDb (الإنجليزية)
- دينيسي سميث على موقع قاعدة بيانات الفيلم (الإنجليزية)